# Karin Meyer
Karin Eugenia Meyer, född Johansson 9 januari 1897, död 9 augusti 1963, var en norsk skådespelare.
Meyer filmdebuterade 1917 i De forældreløse. Under 1930- och 1940-talen medverkade hon i ytterligare sex filmer. Hon gjorde sin sista roll i 1944 års Brudekronen. Hon var också scenskådespelare med engagemang vid Nationaltheatret, Det Nye Teater och Trøndelag Teater. Hon spelade i flera av Henrik Ibsens pjäser.
Meyer var dotter till gjutare Wilhelm Johansson och Joanna Källgren. Hon var 1917–1928 gift med politikern och författaren Håkon Meyer.

## Filmografi
- 1917 – De forældreløse
- 1931 – Den store barnedåpen
- 1937 – Tattarbruden
- 1939 – De värnlösa
- 1943 – Unge viljer
- 1944 – Ti gutter og en gjente
- 1944 – Brudekronen

## Scenroller (urval)
| År   | Roll           | Pjäs                   | Upphovsman            | Plats            |
| ---- | -------------- | ---------------------- | --------------------- | ---------------- |
| 1922 | Resandekvinnan | Brand                  | Henrik Ibsen          | Nationaltheatret |
| 1924 | Petra          | En folkefiende         | Henrik Ibsen          | Nationaltheatret |
| 1926 | Jessica        | Köpmannen i Venedig    | William Shakespeare   | Nationaltheatret |
| 1928 | Resandekvinnan | Brand                  | Henrik Ibsen          | Nationaltheatret |
| 1935 | Furia          | Catilina               | Henrik Ibsen          | Det Nye Teater   |
| 1936 | Anne Marie     | Ett dockhem            | Henrik Ibsen          | Nationaltheatret |
| 1943 | Tant Malla     | Geografi og kjærlighed | Bjørnstjerne Bjørnson | Trøndelag Teater |